# Città della Pieve
Città della Pieve – miejscowość i gmina we Włoszech, w regionie Umbria, w prowincji Perugia.

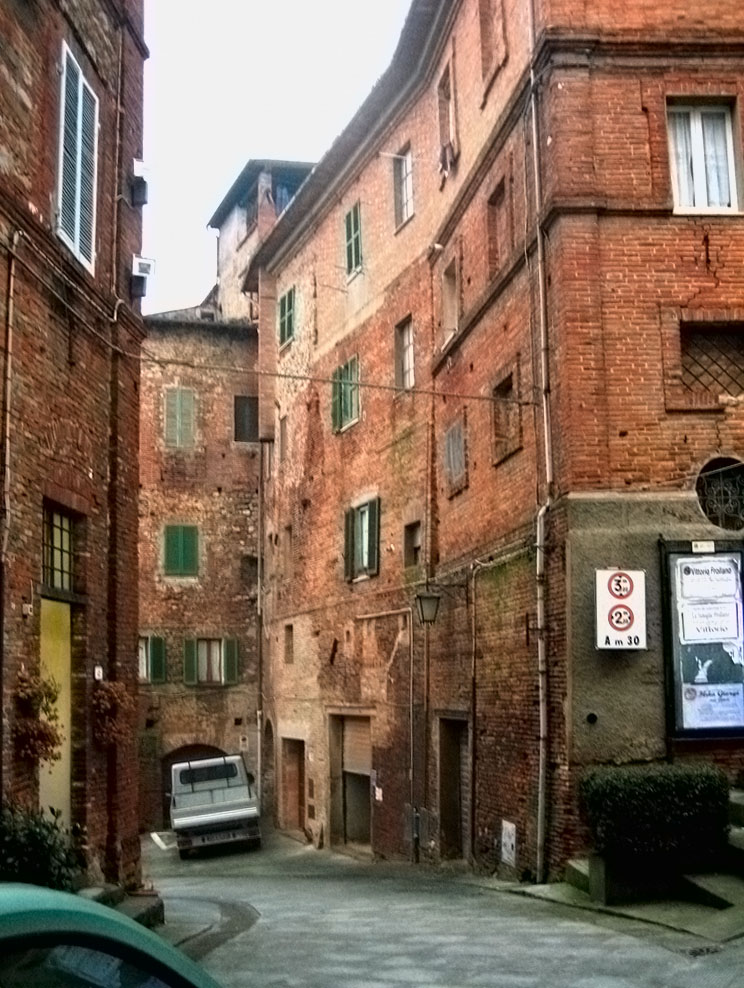
Uliczka miasta

Według danych na rok 2004 gminę zamieszkiwały 7132 osoby, 64,3 os./km².